# Hori Kingi Te Anaua
Hori Kingi Te Anaua, né en 1793 à Putiki (Wharamui) où il est mort 18 septembre 1868, est un chef maori.

## Biographie
Frère de Rere-ō-maki (en), mère de Te Keepa Te Rangihiwinui, Hori Kingi prend part dès 1819 à la bataille de Purua (en) et s'établit en 1829 à Ranana (en). Il devient le chef des Ngati Ruaka à Te Āti Haunui-a-Pāpārangi (en) et signe en 1840 le traité de Waitangi, à Wanganui, avec les Britanniques.
John Mason le baptise au christianisme en 1842. Il devient alors le roi George. En 1860, il fait construire des palissades pour délimiter les frontières de son territoire situé sur le fleuve Wanganui.
Honoré par les Britanniques, il est à l'origine en 1865 des négociations de paix avec les autres grands chefs.
A sa mort Ngāti Tumango (en) lui succède.
Jules Verne le mentionne dans son roman Les Enfants du capitaine Grant (partie 3, chapitre VIII).